# Кекертен (остров)
Кекертен (англ. Kekerten Island) — остров в заливе Камберленд, близ юго-восточного побережья острова Баффинова Земля. Самый южный в составе группы островов Кикастан. В административном отношении входит в состав региона Кикиктани канадской территории Нунавут. На территории острова располагается одноимённый территориальный парк.
Площадь острова — 13,65 км². Составляет 7,4 км в длину и 4,1 км в ширину. Высшая точка Кекертена возвышается на 174 м над уровнем моря. Постоянного населения нет.